# Смиркино
Смиркино (рос. Смиркино) — селище в Городецькому районі Нижньогородської області Російської Федерації.
Населення становить 500 осіб. Входить до складу муніципального утворення Смиркинська сільрада.

## Історія
Від 2009 року входить до складу муніципального утворення Смиркинська сільрада.

## Населення
| 2002 | 2010 |
| ---- | ---- |
| 549  | ↘500 |